# Confort
Confort è un comune francese di 530 abitanti situato nel dipartimento dell'Ain della regione dell'Alvernia-Rodano-Alpi. Il territorio comunale è bagnato dal fiume Valserine.

## Società

### Evoluzione demografica
Abitanti censiti